# マムラード郡

マムラード郡
Mamlad

マムラード郡（マムラードぐん、ハイチ語: Mamlad、フランス語: Marmelade）は、ハイチ中北部アルティボニット県北東部の郡。北部山塊の南西の内陸の郡で、北西に北県プレザンス郡、ランベ郡、北にアキル・ディノー郡、北東にサン・ラファイェル郡、南東に中央県アンシュ郡、南にデサリーヌ郡と接する。
北に小さくマムラードがあり、南にサン・ミシェル・ラタライの2つのコミーンが置かれている。郵便番号は45から始まる。

## 脚註
1. 1 2  “Haiti: administrative units, extended”.   GeoHive.com. 2016年10月5日時点のオリジナルよりアーカイブ。2021年8月9日閲覧。
2. ↑  “POPULATION TOTALE, POPULATION DE 18 ANS ET PLUS MÉNAGES ET DENSITÉS ESTIMÉS EN 2015” (pdf).   l’Institut Haïtien de Statistique et d’Informatique (IHSI). pp. 16 - 17 (2015年3月). 2021年8月9日閲覧。